# Джонсон, Джош
Джош Тор Джонсон (англ. Josh Thor Johnson; род. 16 апреля 1981, Карнейдж, Тринидад и Тобаго) — тринидадский футболист, полузащитник.

## Карьера
На взрослом уровне начал свою карьеру на родине. Долгое время он выступал за один из ведущих клубов страны — «Сан-Хуан Джаблоти». Летом 2006 года тренер Деннис Смит пригласил полузащитника в «Рексем». После вылета команды из Английской футбольной лиги, футболист продолжил карьеру в других уэльских клубах, которые, отличие от «красных драконов», выступали в местном чемпионате. Вместе с «Рилом» Джонсон побеждал в нем.

### В сборной
Вызывался в молодежную сборную страны. В составе олимпийской сборной Триндада и Тобаго участвовал в олимпийском отборе на игры в Афинах. В 2000—2001 гг. принял участие в четырех товарищеских встречах главной национальной команды. В 2010 году Джонсон, после долгой паузы, вновь получил вызов в ее состав на игры отборочного турнира ЧМ-2010, но на поле не выходил.

## Достижения
- Чемпион Уэльса (1): 2008/09.
- Чемпион Тринидада и Тобаго (2): 2002, 2003/04
- Обладатель Кубка Тринидада и Тобаго (1): 2005.
- Обладатель Кубка лиги Тринидада и Тобаго (2): 2000, 2003.
- Победитель Карибского клубного чемпионата (1): 2003.